# Contea di Taylor (Kentucky)
La contea di Taylor in inglese Taylor County è una contea dello Stato del Kentucky, negli Stati Uniti. La popolazione al censimento del 2000 era di 22 927 abitanti. Il capoluogo di contea è Campbellsville